# Французский референдум по президентским выборам (1962)
Французский референдум по президентским выборам проводился 28 октября 1962 года по вопросу о переходе на всеобщие президентские выборы во Франции. Референдум был инициирован президентом Франции Шарлем де Голлем. По Конституции Франции 1958 года президент выбирался избирательной коллегией, состоящей из 80 000 избирателей — депутатов всех уровней (парламентариев, депутатов советов департаментов и муниципальных советов).
В это время только Национальная ассамблея избиралась путём всеобщего голосования и, таким образом, обладала наибольшей легитимностью относительно президентской власти. Однако, во время войны в Алжире президентская власть де Голля во Франции существенно укрепилась. Для юридического закрепления этого процесса де Голль и инициировал референдум о всеобщих президентских выборах. 
Референдум был одобрен 2/3 голосов и президентские выборы 1965 года стали первыми всеобщими выборами Пятой республики. 
Вопрос, вынесенный на референдум, был следующий:
« Approuvez-vous le projet de loi soumis au Peuple français par le Président de la République et relatif à l'élection du Président de la République au suffrage universel ? »
« Одобряете ли Вы законопроект, представленный французскому народу Президентом Республики относительно выборов Президента Республики всеобщим голосованием? »

## Результаты
| Участие в референдуме:           |            |        |
| Бюллетеней опущено               | 21 694 563 | 76,97% |
| Не голосовало                    | 6 490 915  | 23,03% |
| Всего избирателей                | 28 185 478 | 100%   |
| Опущенные бюллетени:             |            |        |
| Действительных                   | 21 125 054 | 97,37% |
| Незаполненных и недействительных | 569 509    | 2,63%  |
| Всего голосов                    | 21 694 563 | 100%   |
| Да и Нет:                        |            |        |
| Да (за)                          | 13 150 516 | 62,25% |
| Нет (против)                     | 7 974 538  | 37,75% |
| Всего                            | 21 125 054 | 100%   |

## См.также
- Президентские выборы во Франции (1965)